# Carsten Ramelow
Carsten Ramelow [ˈkaʁstn̩ ˈʁaməlo] (* 20. März 1974 in West-Berlin) ist ein ehemaliger deutscher Fußballspieler.

## Karriere
Ramelow wuchs in Berlin-Buckow auf. Er hatte seinen ersten großen Erfolg als 19-jähriger Amateur bei Hertha BSC. In seiner ersten Senioren-Saison bei der Hertha brachte er es zwar nur auf drei Einsätze in der 2. Bundesliga, zog allerdings mit den Hertha-Amateuren ins DFB-Pokalfinale gegen den Bundesligisten Bayer 04 Leverkusen (Endstand: 0:1) ein. Dies brachte ihn erstmals ins Rampenlicht des deutschen Fußballs. In der darauffolgenden Saison wurde er Stammspieler bei den Herthanern in der 2. Bundesliga. 1995 wechselte er zu Bayer Leverkusen und reifte zum Nationalspieler im defensiven Mittelfeld heran.
Ramelow spielte bis zu seinem Karriereende 333-mal in der 1. Bundesliga für Bayer Leverkusen und erzielte dabei 22 Tore. Einen Titel gewann er nicht. Er wurde viermal deutscher Vizemeister und zweimal deutscher Vize-Pokalsieger. In der Champions League erreichte er 2002 das Finale gegen Real Madrid und unterlag mit 1:2.
Mit der Nationalmannschaft wurde er bei der Fußball-Weltmeisterschaft 2002 in Japan und Südkorea Vize-Weltmeister. Kurz vor der EM 2004 in Portugal trat Ramelow aus der Nationalmannschaft zurück. Bis zu diesem Zeitpunkt hatte er 46 Länderspiele absolviert.
Nach der schweren Verletzung von Jens Nowotny wurde Ramelow zum neuen Mannschaftskapitän von Bayer 04 Leverkusen bestimmt, kam aber immer weniger zum Einsatz. Sein letztes Spiel als Aktiver absolvierte er am 6. Dezember 2007 beim 1:0-Heimsieg in der UEFA-Pokal-Gruppenphase gegen Sparta Prag. Ramelow musste dabei das Feld in der 60. Minute nach einer Roten Karte verlassen. Im März 2008 erklärte er seinen Rücktritt vom aktiven Fußball, trainierte aber bis zum Saisonende weiterhin mit der Mannschaft und hätte bei Personalnot weiterhin als Profi zur Verfügung gestanden.
Im August 2008 holte ihn Ulf Kirsten, Trainer der Leverkusener Regionalligamannschaft, drei Monate nach seinem Rücktritt als Fußballprofi zurück. Er sollte der zweiten Mannschaft von Bayer Leverkusen als Führungsperson Stabilität verleihen, musste aber am 24. Oktober 2008 seine Karriere endgültig beenden, da sich seine Knieprobleme nicht gebessert hatten. Ein Spiel absolvierte er nicht.

## Sonstiges
Ramelow nahm im Juli 2004 eine eigene CD mit drei Musikstücken auf und unterstützte mit dem Verkauf eine soziale Einrichtung in seinem Wohnort Kürten im Bergischen Land.
Er ist einer der Vizepräsidenten der Vereinigung der Vertragsfußballspieler.